# Kenéz Ferenc
Kenéz Ferenc (Nagyszalonta, 1944. március 24. –) magyar költő, író.

## Életútja, munkássága
Szalontai és nagyváradi középiskolai évek után a kolozsvári Babeș–Bolyai Egyetem román–magyar szakos hallgatója 1964 és 1967 között. Tanulmányait félbeszakítva, az írásra fordította idejét. 1968-tól 1983 szeptemberéig a bukaresti Munkásélet kolozsvári szerkesztője, közben 1979-80-ban nyelvtanuló ösztöndíjasként élt Amszterdamban, 1983-tól 1987-ig az Utunk szerkesztője, 1987-1989-ig munkanélküli volt. 1989 márciusában áttelepült Magyarországra, ahol a Magyar Nemzet munkatársaként működött, majd az Esti Hírlap kulturális rovatát szerkesztette.

## Munkássága
1965-ben közölt először az Utunkban, 1968 elején már meg is jelent Forrás-kötete, a Fekete hanglemezek; amint Balogh Edgár írja a verseskönyv "előbeszédében": "Ez a kedves, gyerekes Kenéz Ferenc Arany János félig még folklóros, félig már televíziós Nagyszalontájából startolt, de [...] a hajdúivadék ma már nem nemzeti eposzt keres, hanem végső és örök szabadulást az embertelenségek árnyként rámaradt emlékeitől." Valójában inkább Várad jelentette számára az indítást, a szülőföld viszont azokat a dolgokat juttatta eszébe, amelyekkel szembe kellett néznie.
Az egyetemi évek alatt a Gaál Gábor Kör járult hozzá költői hangja megtalálásához, bár kortársaitól, a Forrás második nemzedékének lírikusaitól már kezdettől fogva némiképpen különbözött. A közéletiség nála nem patetikusan, hanem már-már próza-tárgyszerűen jelentkezett, a hétköznapi magánemberi gondok megnevezésével, végiggondolásával.
A Véradó-balladától egyenes út vezetett az Ólomtánc (Kolozsvár, 1970) verseihez s a Homok a bőröndben (1972) egységes, szigorúan megkomponált, súlyos terheket hordozó kötetéhez. Ez utóbbi címadó verse s az Emlékmű, A szülőföld átrendezése és társaik az Apokrif versekkel keretezve kapnak igazán nyomatékot; a "megszenvedett és példabeszéddé ünnepélyesített küldetés-filozófia" (Cs. Gyimesi Éva) nemcsak az "apokrifok", hanem a megnevezett mai írástudó lírájának jellemzőjévé is válik.
Az átvilágított földgömb (1975) című kötetében található költeményei újdonsága sem csupán formai: a vers határát itt mintha a próza felé tágítaná a pontszerűségtől messze távolodó kompozíciókban (Nyissátok ki az ablakokat!; Egy holland ősz hátterében), az ismétlések és variációk azonban egy mechanizmus sajátos gondolati és ritmikai megragadását szolgálják, költészetbe emelkednek. A Vigyázzállásból fejállásba (1978) c. kötet legjobb darabjai viszont az ellenkező végleten helyezkednek el: az átlagolvasó, a modern verstől idegenkedő átlagvéleményét ("a költészet kivonult a versből, a vers kivonult a költészetből") a valódi összefüggések megmutatásával leplezik le, értelmezik korszerűen – és érthetően ("csak a költők maradnak ott a fűrészpor közepén"). Az XYZ (1981) három poémája lényegében ugyanezt az utat járja, szerencsésen elkerülve az önismétlést; a költő, a költészet hivatását gondolja tovább, a világ és az egyén fenyegetettsége közepette, s így jut el a következtetéshez: "be kell vezetnünk a szemben-élő, az ellen-élő vers fogalmát".
Riportjai szintén túlemelkednek az átlagon, azzal, hogy szerzőjük jól választja meg a helyzeteket és jól kérdez, a látszólagos banalitásokban is a lényegre irányítja a figyelmet. Csőposta c. – Beke Györggyel és Marosi Barnával közös – riporter-jelentkezése (1974) után eredeti látásmódját prózában, a szociografikus riportázsban Kérdezzünk tovább! (1979) c. kötetével bizonyította, csatlakozva azokhoz a fiatal társakhoz, akik megtörték a munkásábrázolás évtizedes sablonját. Az őszinteségnek ez az eredetisége jellemzi Én munkás vagyok. Te munkás vagy. Ő munkás c. új kötetének "beszélgetései"-t is (Kolozsvár, 1982).
Román fordításban a Tineri poeți maghiari din România című antológia (1979) közli néhány versét, Tudor Balteș tolmácsolásában. Két műfordítás kötetét jugoszláviai román költők verseiből az újvidéki Fórum Könyvkiadó adta közre: Slavo Amajăn: A nyolcszögletű tojás (1985); A lehetséges változat : jugoszláviai román költők antológiája (1989).

## Kötetei
- Fekete hanglemezek. Versek; bev. Balogh Edgár; Irodalmi, Bukarest, 1968 (Forrás)
- Ólomtánc. Versek; Dacia, Kolozsvár, 1970
- Homok a bőröndben. Versek; Kriterion, Bukarest, 1972
- Csőposta. Beke György, Kenéz Ferenc, Marosi Barna riportkönyve Vajdahunyadról; Kriterion, Bukarest, 1973
- Az átvilágított földgömb. Versek; Kriterion, Bukarest, 1975
- Vigyázzállásból fejállásba. Versek; Kriterion, Bukarest, 1978
- Kérdezzünk tovább! Riportok; Politikai Kiadó, Bukarest, 1979
- XYZ. Vers; Kriterion, Bukarest 1981
- Én munkás vagyok, te munkás vagy, ő munkás. Beszélgetések; Dacia, Kolozsvár-Napoca 1982
- Esőben könnyen rámtaláltok (gyermekversek, Árkossy István fedőlapjával és illusztrációival, Bukarest, 1983)
- Slavco Almajan: A nyolcszögletű tojás. Válogatott versek; ford. Kenéz Ferenc; Forum, Újvidék, 1985
- Egyszercsak : versek (Bukarest, 1986)
- Lovak a virágoskertben : versek (Budapest, 1986)
- A szabadulóművész : [versek és napló] (Budapest, 1995)
- A hollywoodi temető : Versek (Budapest, 1999)
- Még a belvárosi iskolából sem akart senki költő lenni : versek (Budapest, 2001)
- Angyalszőr. Versek, 1999–2004; Littera Nova, Budapest, 2004 (Új versek)
- Nagyregény: válogatott versek, 1968–2008 (Csíkszereda, 2008)
- Édesgyökér. Gyermekrajzok; Pallas-Akadémia, Csíkszereda, 2011
- Vendéglétra. Három vers, 2009–2012; BookArt, Csíkszereda, 2012
- Pukkancs füle-királysága. Gyermekversek egykori felnőtteknek; Írott Szó Alapítvány–Magyar Napló, Budapest, 2014
- A sóvárgás birodalma. Emlékkönyv; Pallas-Akadémia, Csíkszereda, 2015
- Esőben könnyen rámtaláltok. Gyermekversek, második kiadás, Gutenberg  Könyvkiadó, Csíkszereda, 2016
- Cérnafű. Versek, 2009–2016; Bookart, Csíkszereda, 2017
- A visszaírt betű. Válogatott versek, 1972–2018; Magyar Napló–Írott Szó Alapítvány, Budapest, 2020 (Rádiusz könyvek)
- Szabadnak lenni mit jelent? Kolozsvár-oratórium, utószó Aradi József; Kriterion, Kolozsvár, 2021 ISBN 978-973-26-1264-4

## Díjak, elismerések
- A Román Írószövetség költészeti díja (1981)[1]
- Székelyföld-nívódíj (2009)[2]
- Látó-nívódíj (2010)[3]
- József Attila-díj (2012)[4]
- Arany János-díj (2020)[5]
- A Magyar Művészeti Akadémia nívódíja (2020)[6]